# Avinguda de la Germanor
L'Avinguda de la Germanor és un tram de l'actual carretera CV-745 que uneix les localitats de Xaló i Llíber. Es tracta d'un tram que discorre per terrenys plans i que té una longitud aproximada d'1,5 km.

## Origen del nom
L'agrupació cultural "Amics de Xaló i Llíber" va proposar l'any 2005 aquesta denominació per a remarcar la intensa vinculació que hi ha entre aquests dos municipis de la comarca de la Marina Alta.
Aquesta vinculació té arrels històriques: Xaló i Llíber comparteixen una mateixa pertinença a l'antic terme castral del Castell de la Solana o d'Aixa, en què també està inclosa la població d'Alcalalí.
Després de l'expulsió dels moriscos l'any 1609, tant a Xaló com a Llíber la repoblació es va fer amb colons procedents de Mallorca i Eivissa, i la Carta-pobla que regulava les relacions d'aquells amb el nou senyor era la mateixa per a les dues localitats.

## Dèficit d'infraestructures
Xaló i Llíber, també Alcalalí, reclamen de l'administració autonòmica la construcció d'un IES per al territori d'Aixa. Aquesta demanda s'ha canalitzat en els darrers anys a través de la "Plataforma pro millora educativa" que aglutina a ciutadans i entitats dels tres municipis.